# Ана Марија Грбић
Ана Марија Грбић (Београд, 4. октобар 1987) српска је песникиња, прозна списатељица, ментор креативног писања, уредник и илустратор.

## Биографија
Студирала је Филолошки факултет у Београду, смер српски језик и књижевност са светском књижевношћу, магистрирала на српској књижевности где је тренутно на поседњој години докторских студија.
Оснивач је и координатор песничке групе АРГХ и ментор креативног писања.
Поема Венерини и остали брегови била у најужем избору за Награду „Биљана Јовановић”.
Дела су јој превођена на пољски, енглески, македонски, бугарски и мађарски језик. Члан је Српског књижевног друштва. и ПЕН центра Србија.

## Награде и признања
- Награда Филолошког факултета за драмски допринос, 2007.
- Награда „Гроздана Олујић”, за збирку прича Срнећа леђа, 2022.[3]
- Награда „Стеван Сремац”, за збирку прича Срнећа леђа, 2022.[4]

## Дела

### Књиге поезије
- Да, али немој се плашити, Првенац, 2012.
- Венерини и остали брегови, ЛОМ, 2014.[5]
- Земља 2.0, АРЕТЕ, 2017.

### Прозне књиге
- Идоли и последњи дан, орална биографија бенда Идоли, Контраст, 2018.
- Срнећа леђа, збирка приповедака, Геопоетика, 2021.
- Мртви на додир, роман, Геопетика, 2022.

### Преводи
- Вегетaријанка, Ханг Канг, Дерета, 2016.